# سالي عازر
سالي سني إبراهيم شارلي عازر (10 يونيو 1996 - ) قسيسة فلسطينية في الكنيسة الإنجيلية اللوثرية. رسمت قسيسة في 22 يناير 2023 في كنيسة المخلص اللوثرية في البلدة القديمة في القدس، لتصبح بذلك أول امرأة تتبوأ منصبا كهنوتيا مسيحيا في فلسطين.

## نشأتها
ولدت سالي في القدس عام 1996، وهي الطفلة الوسطى لسني إبراهيم عازر، أسقف الكنيسة اللوثرية، ونهلة عازر. أكملت دراستها المدرسية في كلية شميدت للبنات في القدس عام 2014 ثم درست اللاهوت في كلية اللاهوت للشرق الأدنى في بيروت ونالت درجة البكالوريوس عام 2018. حصلت على درجة الماجستير في اللاهوت من جامعة غوتينغن وكلية هرمانسبورغ في ألمانيا.